# Christian Leinberger
Christian Leinberger, in älterer Literatur oft auch Leimberger, (* 17. Juli 1706 in Erlangen; † 2. August 1770 ebenda) war ein in ganz Europa tätiger Maler, Radierer, Stuckateur, Ingenieur und Geodät des 18. Jahrhunderts.

## Leben und Werk
Leinberger setzte die Tradition seiner aus Weiden in der Oberpfalz stammenden Familie fort. Sein Vater Georg (* 28. Januar 1679) war ein Hafnermeister, sein Onkel Johann Georg ein Stuckateur, während sein jüngerer Bruder Georg Karl (1714–1798) es zum Hofmaler in Ansbach brachte. Christian Leinberger wurde der bekannteste Repräsentant dieser Familie und kann durch seine internationale Tätigkeit auch zu den hervorragenden Künstlern des 18. Jahrhunderts gezählt werden.

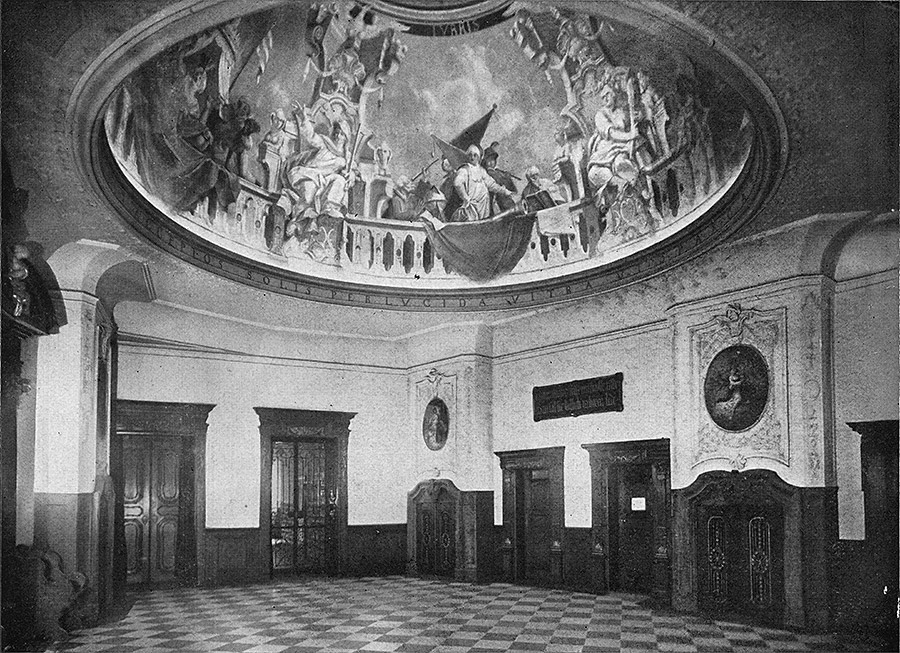
Deckengemälde der Rotunde im Frankfurter Römer, um 1903

Sein bedeutendstes Jugendwerk ist das 1726/27 geschaffene Deckenfresko in der evangelischen Kirche St. Peter und Paul in Erlangen-Bruck. Eine dreijährige Italienreise (Venedig, Rom, Neapel) gehörte zu seiner weiteren Ausbildung. Nach kurzer Tätigkeit in Wien wurde Christian Leinberger 1732 nach Frankfurt am Main berufen. Im dortigen Rathaus schmückte er, unterstützt von seinem Bruder Georg Karl, die Rotunde und die Flachdecke im Kurfürstenzimmer des Hauses Zum Goldenen Schwan mit gewaltigen Fresken. Die Supraportengemälde der Wahlstube sind noch im Historischen Museum Frankfurts zu besichtigen, während alle Fresken im Zweiten Weltkrieg zerstört wurden. Allerdings wurden sie im Rahmen des „Führerauftrags Farbphotographie“ dokumentiert und so zumindest bildlich überliefert.

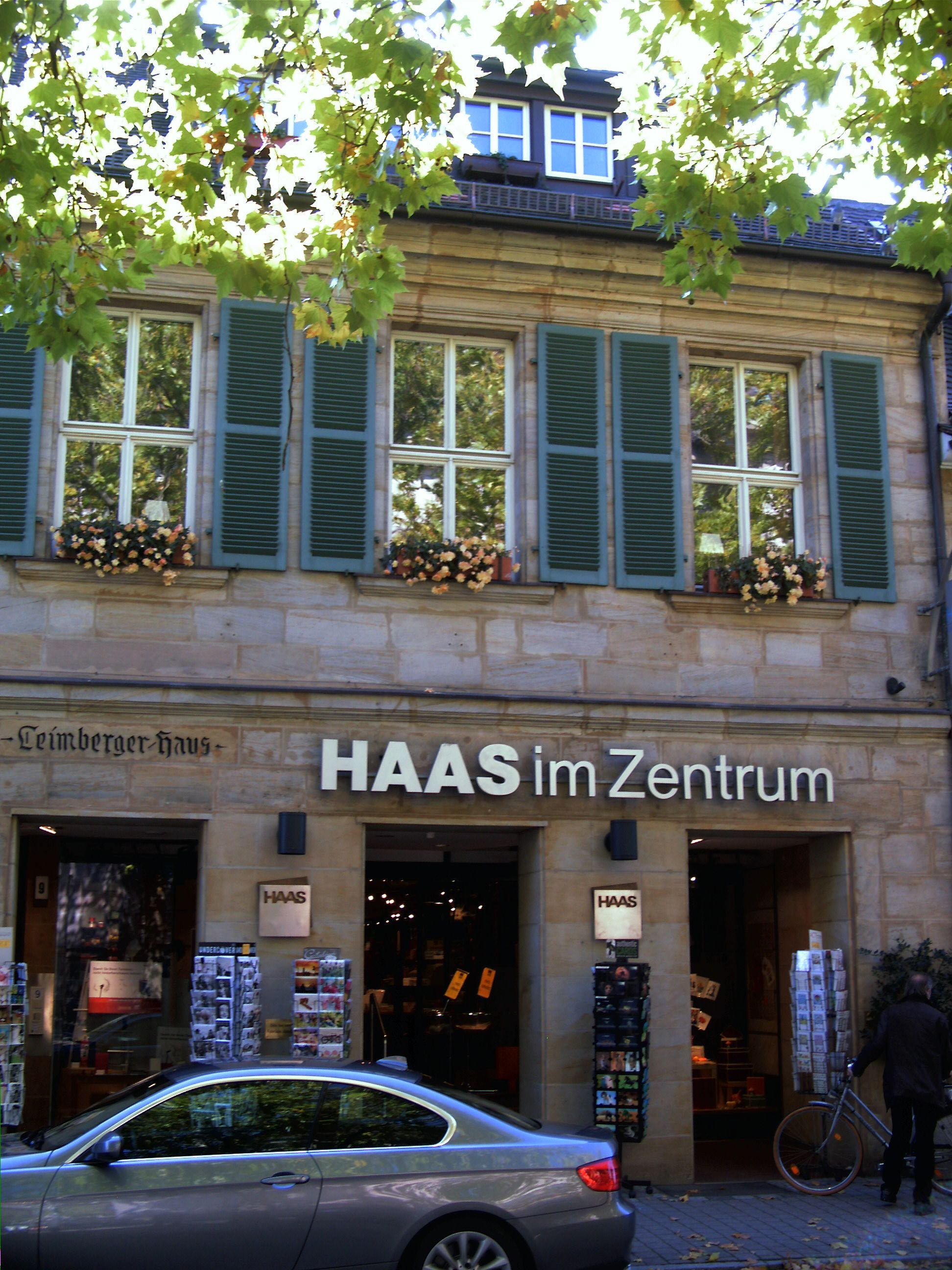
Das Leinberger-Haus in Erlangen, versehen mit der abweichenden Schreibweise des Namens als „Leimberger“, die auch sonst gelegentlich begegnet.

Nach der Arbeit in Frankfurt am Main kehrten beide Brüder, nach einem Umweg über Westfalen und Bayreuth in ihre Geburtsstadt Erlangen zurück. Das größte Werk Leinbergers wurde die Ausmalung der Neustädter Universitätskirche. Das Bildprogramm führt durch mehrere wichtige Szenen der christlichen Heilsgeschichte. Von 1742 bis 1744 weilte Leinberger in Kopenhagen, um eine Reihe großer Werke anzufertigen, darunter auch Altarbilder für die Schlosskapelle. Anschließend kehrte er nach Erlangen zurück, wo er unter anderem das bis heute unter dem Namen Leinbergerhaus bekannte Stadthaus in der Friedrichstraße mit einem allegorischen Deckengemälde schmückte.